# 7366 Agata
7366 Agata è un asteroide della fascia principale del diametro medio di circa 36,07 km. Scoperto nel 1996, presenta un'orbita caratterizzata da un semiasse maggiore pari a 3,1538889 UA e da un'eccentricità di 0,1368221, inclinata di 6,34314° rispetto all'eclittica.